# Nghề chăm sóc móng ở Hoa Kỳ
Nghề chăm sóc móng ở Hoa Kỳ (còn gọi là nghề làm móng, nghề nails hay ngành nails, phát âm một cách bình dân là "làm neo") là dịch vụ thẩm mỹ chuyên về chăm sóc móng tay, móng chân, bao gồm: cắt giũa, đắp nối và trang trí cho khách, mà phần lớn là nữ giới.
| Số liệu khách hàng chi vào dịch vụ móng tay ở Hoa Kỳ | Số liệu khách hàng chi vào dịch vụ móng tay ở Hoa Kỳ |
| Năm                                                  | USD                                                  |
| ---------------------------------------------------- | ---------------------------------------------------- |
| 2012                                                 | 7,47 tỷ                                              |
| 2013                                                 | 8,28 tỷ                                              |
| 2014                                                 | 8,54 tỷ                                              |
| 2015                                                 | 8,51 tỷ                                              |
| 2016                                                 | 8,53 tỷ                                              |
| 2017                                                 | 8,53 tỷ                                              |
| 2018                                                 | 8,36 tỷ                                              |

Ngành móng tay đóng góp số tiền không nhỏ trong nền kinh tế Hoa Kỳ lên hơn tám tỷ Mỹ kim mỗi năm. Các dịch vụ gồm sơn móng, vẽ hoa văn, làm bột, đắp móng giả để bù đắp những trường hợp khách có móng mỏng.

## Người Việt trong nghề
Khi Sài Gòn thất thủ vào Tháng Tư, 1975 và Hoa Kỳ mở trại đón người tỵ nạn thì tổ chức thiện nguyện Food for the Hungry đứng ra mở trại tiếp cư cho 500 gia đình ở Sacramento, miền Bắc California qua sự vận động của chủ tịch hội là Larry Ward và phó chủ tịch là nữ diễn viên Tippi Hedren. Hedren là người có sáng kiến mở lớp dạy nghề móng tay trong trại vì nghề không đòi hỏi giỏi sinh ngữ, chỉ cần khéo tay và biết vài câu tiếp khách. Lớp đầu tiên có 20 học sinh. Hedren liên lạc với một trường thẩm mỹ đến dạy rồi sau đó lại giúp học sinh kiếm việc làm. Trong số giảng viên dạy nghề đầu tiên đó là Dusty Coots Butera từ Encino được Tippi Hedren bay lên Sacramento để dạy.
Nghề móng tay nhanh chóng lan dần trong cộng đồng người Việt. Năm 2008 số thợ người Việt chiếm 43%; tăng lên 45% năm 2012 và đến 2014 thì lên hơn phân nửa (51%) là người gốc Việt trên tổng số 379.948 người thợ có bằng. Theo số liệu năm 2014 trung bình người thợ có doanh thu 645 Mỹ kim/tuần. Riêng ở Nam California thì 80% thợ móng tay là người Việt.
Ngoài ra người Việt còn khuếch trương sở hữu những hãng cung cấp vật liệu và dụng cụ trong nghề như nước sơn, bàn giũa, bồn ngâm chân. Những thương hiệu DND, La Palm, Glam... đều là của người Việt. Có người kinh doanh quy mô như hãng Happy Nails, làm chủ hơn 40 tiệm móng tay khắp miền Nam California. Người Việt cũng mở trường thẩm mỹ dạy nghề móng tay.
Số lượng người Việt ảnh hưởng đến việc quản lý trong nghề nên bằng hành nghề móng tay tại California và Texas dùng tiếng Việt để thí sinh thi chuyên môn.
Năm 2015 để kỷ niệm 40 năm định cư, thợ móng tay gốc Việt mở buổi hội ngộ vinh danh Tippi Hedren.

## Hại sức khỏe
Người thợ móng tay vì tiếp xúc trực tiếp với nhiều hóa chất độc hại như toluene, dibutyle phthalate, và formaldehyde nên cũng dễ bị bệnh. Năm 2016 Cơ quan Bảo vệ Môi sinh Hoa Kỳ xúc tiến trao 120.000 Mỹ kim để giúp hội bất vụ lợi Asian Health Services (AHS) mở thí điểm cho vay hầu giúp các chủ tiệm cải tiến vệ sinh và an toàn cho nhân viên.